# Ren (cantante)
Choi Min-ki (en hangul, 최민기; en hanja, 崔珉起; Busan, 3 de noviembre de 1995), conocido por su nombre artístico Ren es un cantante, actor y modelo surcoreano. Ren debutó en 2012 como sub-vocalista del grupo masculino surcoreano NU'EST.

## Carrera

### Predebut
Ren se convirtió en un aprendiz de Pledis luego de pasar satisfactoriamente las audiciones realizadas en 2010. Previo a su debut, Ren hizo numerosas apariciones con sus compañeros de agencia, como un miembro de Pledis Boys. Él apareció como un bailarín de acompañamiento en la canción «Wonder Boy» de After School Blue y apareció en la canción de Navidad de la agencia, llamada «Love Letter», así mismo, en el video oficial de la canción.
En japonés, Ren significa Flor de loto; Pledis quería que su trabajo fuera fuerte y próspero como un loto, en la industria del entretenimiento.

### NU'EST
El 15 de marzo de 2012, Ren debutó como un miembro oficial de la boy band NU'EST.
Ren y Minhyun han tenido gran atención desde su debut debido a su apariencia y altura. Ellos aparecieron en «La semana de la moda de Seúl 2012 F/W» en la pasarela como modelos en el desfile de moda de la diseñadora Park Yoon Soo, llamado «Big Park». El siguiente año, Ren encabezó la pasarela en «la semana de la moda de Seúl 2013 S/S» por su excelente presentación.
A lo largo de su carrera ha hecho apariciones en varios dramas. En 2013, Ren y Baekho aparecieron junto a su compañera de agencia Uee, en el drama Jeon Woo-chi. En 2016, Ren tuvo un rol principal en la película japonesa «Their Distance».
En 2016, Ren fascinó en la pasarela de «la semana de la moda de Seúl 2016 F/W» para la línea de temporada otoño/invierno de la colección Big Park de Park Yoon Soo. Ren, también modeló para una marca de ropa china que se enfoca en la ropa de moda «Unisex». Muchos consideran a Ren un icono progresista por sus actuaciones donde rompe los estándares de género; por lo cual, él considera que la ropa no define a la persona.

### Produce 101
Luego de la finalización de Produce 101, los otros cuatro miembros (exceptuando a Minhyun), programaron su regreso en la segunda mitad de 2017 como una subunidad, llamada «NU'EST W». La W según se dice es la inicial de «Wait» (esperar), lo que indica que esperarán hasta el regreso de Minhyun a NU'EST, además es por el tiempo que tuvieron que esperar para regresar a los escenarios. El 25 de julio, la subunidad publicó un sencillo especial, titulado «If You» (en hangul, 있다면).
En el primer semestre de 2017, NU'EST detuvo todas sus actividades luego de que JR, Minhyun, Ren y Baekho empezaron a participar en el programa de supervivencia Produce 101.
Él hizo parte del programa como la última oportunidad que tenía para alcanzar sus objetivos, ya que muchas personas consideraban a NU'EST unos fracasados. Daehyun de B.A.P también mostró su cariño y apoyo hacia Ren.

### Actividades en solitario
El 7 de mayo de 2022, BPM anunció que Ren firmó con ellos.

## Vida personal

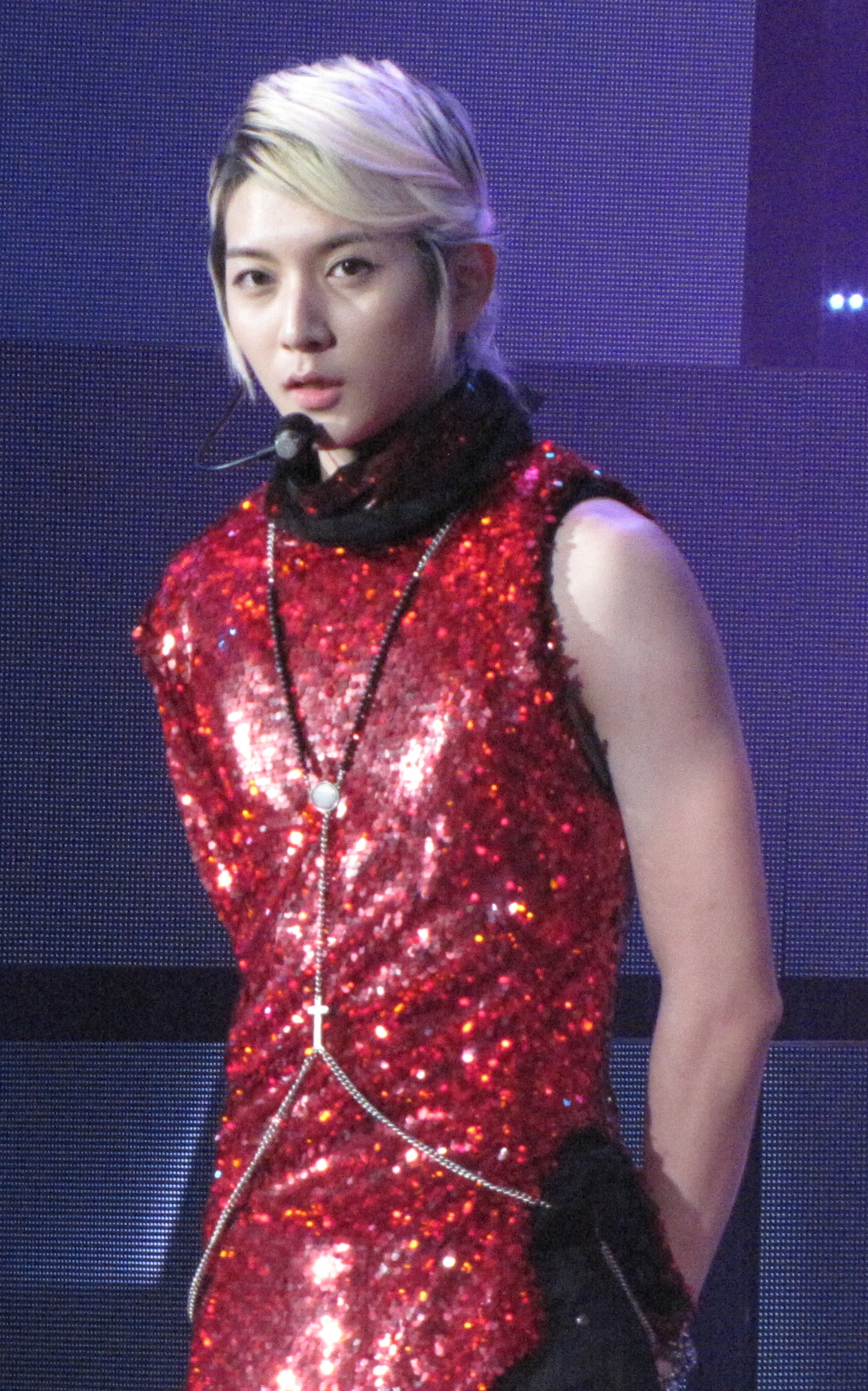
Ren en el KCON 2012

Ren nació el 3 de noviembre de 1995 en Busan (Corea del Sur). Algunas personas asumen que NU'EST es un grupo mixto puesto que Ren es fácilmente confundido con una chica después de mirar las primeras fotos reveladas en los teasers previos a su debut, además, Ren generalmente cambia de aspecto frecuentemente. A pesar de esto, él es un hombre.
Ren ha estado interesado en la moda, tanto así que, estuvo lanzando un diseño de joyas japonesas, marca «RENxLALs» por un tiempo limitado.
Ren se preocupa por los problemas sociales. Él se encontró llorando en la Conmemoración del naufragio de Sewol en 2017 para conmemorar a las víctimas. Él siempre lleva un cordón amarillo con su uniforme en las conferencias de prensa de Produce 101 simbólicamente.
También, Ren mostró su apoyo e interés por la tragedia de Tailandia (un ataque con una bomba en ese país) con una foto en blanco y negro.

## Discografía

### Composición
Letra: NU'EST - "Love Paint (every afternoon)" (Todos los miembros de NU'EST participaron en la composición de la canción)

### Colaboraciones
| Año  | Artista      | Título         | Posicionamientos | Álbum                  | Notas                                          |
| Año  | Artista      | Título         | KOR (Gaon)       | Álbum                  | Notas                                          |
| ---- | ------------ | -------------- | ---------------- | ---------------------- | ---------------------------------------------- |
| 2010 | After School | Someone Is You | No se posicionó. | Happy Pledis 1st Album | Coro de chicos, incluyendo a Ren, JR y Baekho. |

## Filmografía

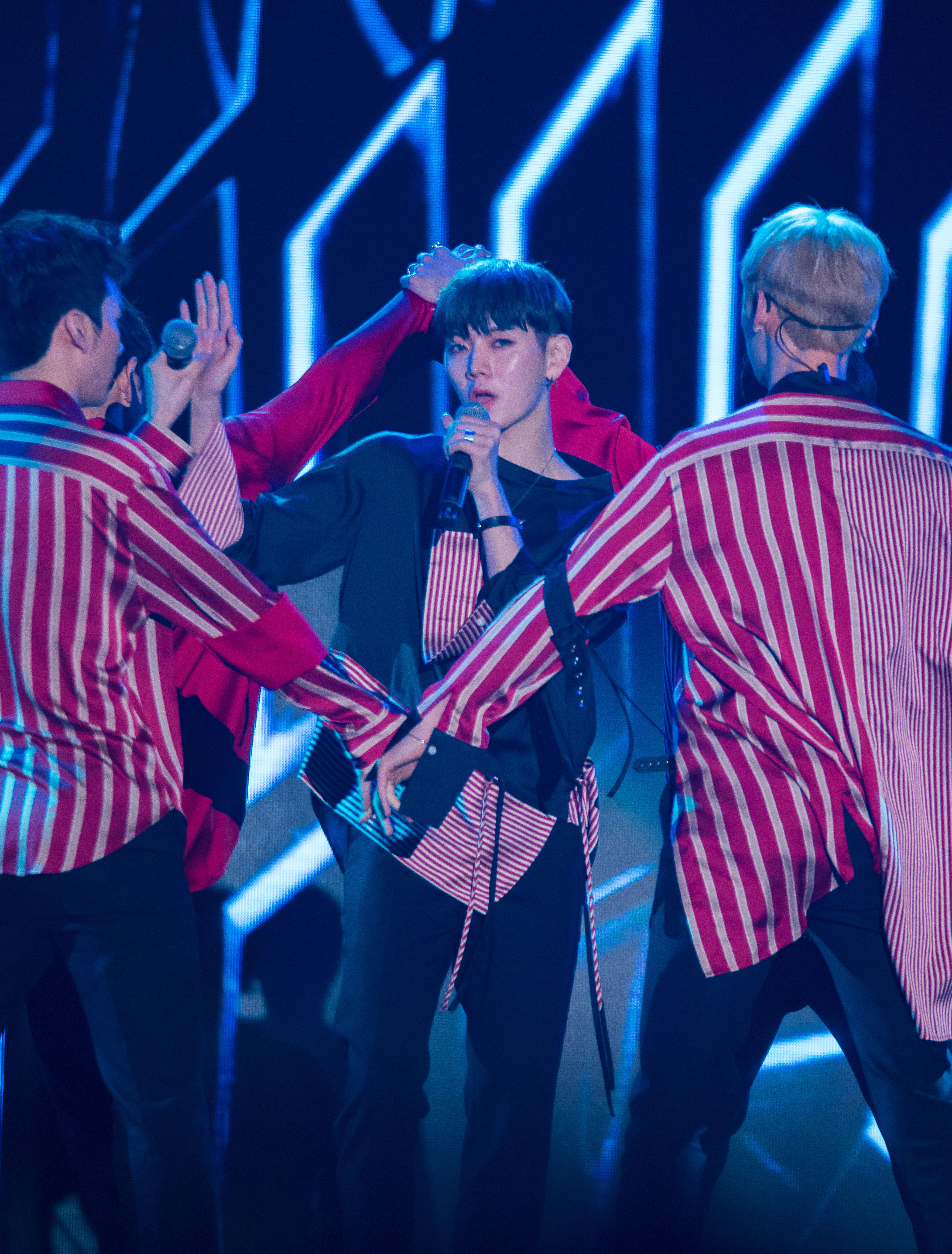
Ren en octubre de 2016.

### Series de televisión
| Año  | Título                   | Papel      | Tipo              | Notas                | Ref.          |
| ---- | ------------------------ | ---------- | ----------------- | -------------------- | ------------- |
| 2013 | Jeon Woo Chi             | Kang-sul   | KBS               | Junto a Baekho       |               |
| 2014 | Reckless Family Season 3 | Él mismo   | Sitio web         | Junto a Minhyun      |               |
| 2015 | The Solitary Gourmet     |            | Drama Chino       | Junto a JR           |               |
| 2016 | Their Distance           |            | Película japonesa | Junto a JR y Minhyun |               |
| 2023 | Longing for You          | Oh Jin-woo | ENA               |                      | [ 26 ] [ 27 ] |

### Apariciones en vídeos musicales
| Año  | Artista                   | Título                                  | Notas  |
| ---- | ------------------------- | --------------------------------------- | ------ |
| 2011 | A.S.Blue                  | Wonder Boy                              |        |
| 2011 | Son Dam Bi y After School | Feat. Yoo Ara, Hyelim, Minhyun, Baekho  |        |
| 2012 | Happy Pledis              | LOVE LETTER (Versión chicos de Pledis!) | [ 28 ] |